# Hidrazonok

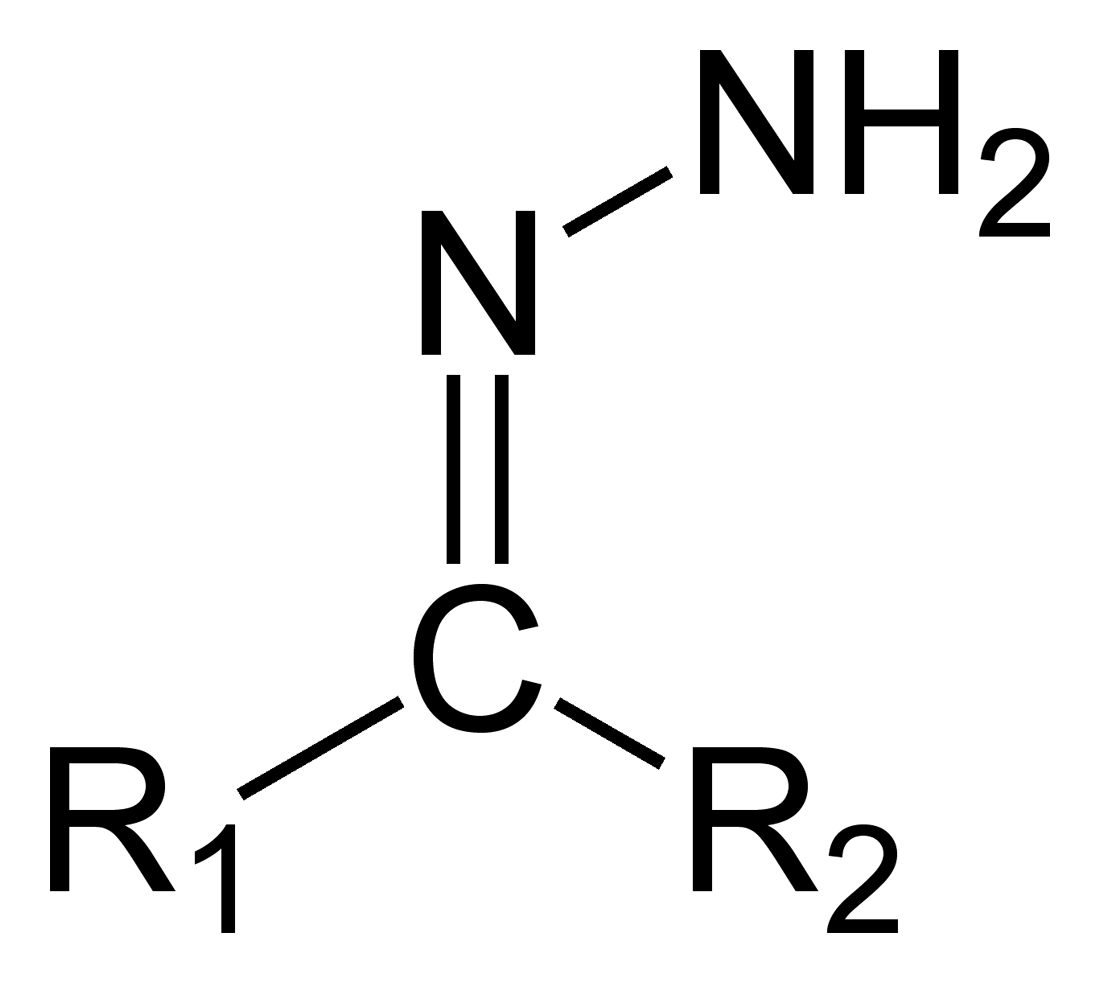
A hidrazon funkciós csoport szerkezete

A hidrazonok olyan szerves vegyületek, melyekben R1R2C=NNH2 funkciós csoport található. A ketonok és aldehidek olyan származékainak tekinthetők, melyekben az oxigénatomot NNH2 funkciós csoport helyettesíti. Többnyire hidrazin és ketonok vagy aldehidek reakciójában keletkeznek.

## Felhasználásuk
Az aromás hidrazonszármazékok keletkezését a kis molekulatömegű aldehidek és ketonok koncentrációjának – például gázáramból történő – méréséhez használják fel. A szilika hordozóra bevonatként felvitt dinitrofenilhidrazin például egy ilyen adszorpciós rendszer alapja. A keletkezett hidrazonokat ezután lemossák és UV-detektálású HPLC-vel analizálják.
A karbonil-cianid-p-(trifluor-metoxi)-fenil-hidrazont (rövidítve FCCP) a molekuláris biológiában az ATP szintézis és az oxigén oxidatív foszforilációval történő redukciójának szétkapcsolására használják. A fenilhidrazin glükózzal reagálva oszazont képez.
Az orvosi biotechnológiában hidrazon alapú kapcsolási reakciókkal kötik a gyógyszermolekulát a megcélzott – például bizonyos ráksejt elleni – antitesthez. A hidrazon alapú kötés semleges pH-n (a vérben) stabil, de a sejtek lizoszómájának savas környezetében gyorsan felbomlik. A gyógyszermolekula így a sejt belsejében szabadul fel, ahol kifejti hatását.
Vizes oldatban az alifás hidrazonok 102–103-szor érzékenyebbek a hidrolízisre, mint az analóg oximok.

## Reakcióik
A hidrazonok reaktánsként vesznek részt a vinilvegyületet eredményező hidrazon jódozás, Shapiro-, valamint Bamford–Stevens-reakciókban. A Kizsnyer–Wolff-redukció hidrazon köztiterméken keresztül játszódik le. Hidrazonokat Japp–Klingemann-reakcióval is lehet szintetizálni β-keto-savakból vagy β-keto-észterekből és aril-diazóniumsókból. A közelmúltban – környezetbarát – mechanokémiai eljárással szintetizáltak gyógyszerészetileg ígéretes fenol-hidrazonokat. A hidrazonokat azinokká alakítják, ha 3,5-diszubsztituált 1H-pirazolok előállítása a cél, ez a reakció hidrazin-hidráttal végezve is jól ismert.

## N,N′-dialkilhidrazonok
Az N,N′-dialkilhidrazonokban a C=N kötés hidrolizálható, oxidálható vagy redukálható, az N-N kötés pedig szabad aminná redukálható. A C=N kötés szénatomja reakcióba léphet fémorganikus nukleofilekkel. Az alfa hidrogénatom 10 nagyságrenddel savasabb, mint a ketonban, ezért erősebb nukleofil. Ha deprotonálják, például lítium-diizopropilamiddal, akkor azaenolát keletkezik, mely alkil-halogenidekkel alkilezhető – ezt a reakciót Elias James Corey és Dieter Enders fejlesztette ki 1978-ban. Az aszimmetriás szintézisekben a SAMP és RAMP királis hidrazin segédanyagok aszimmetrikusan hatnak a királis hidrazon köztitermékre.

## Galéria

Hidrazonok
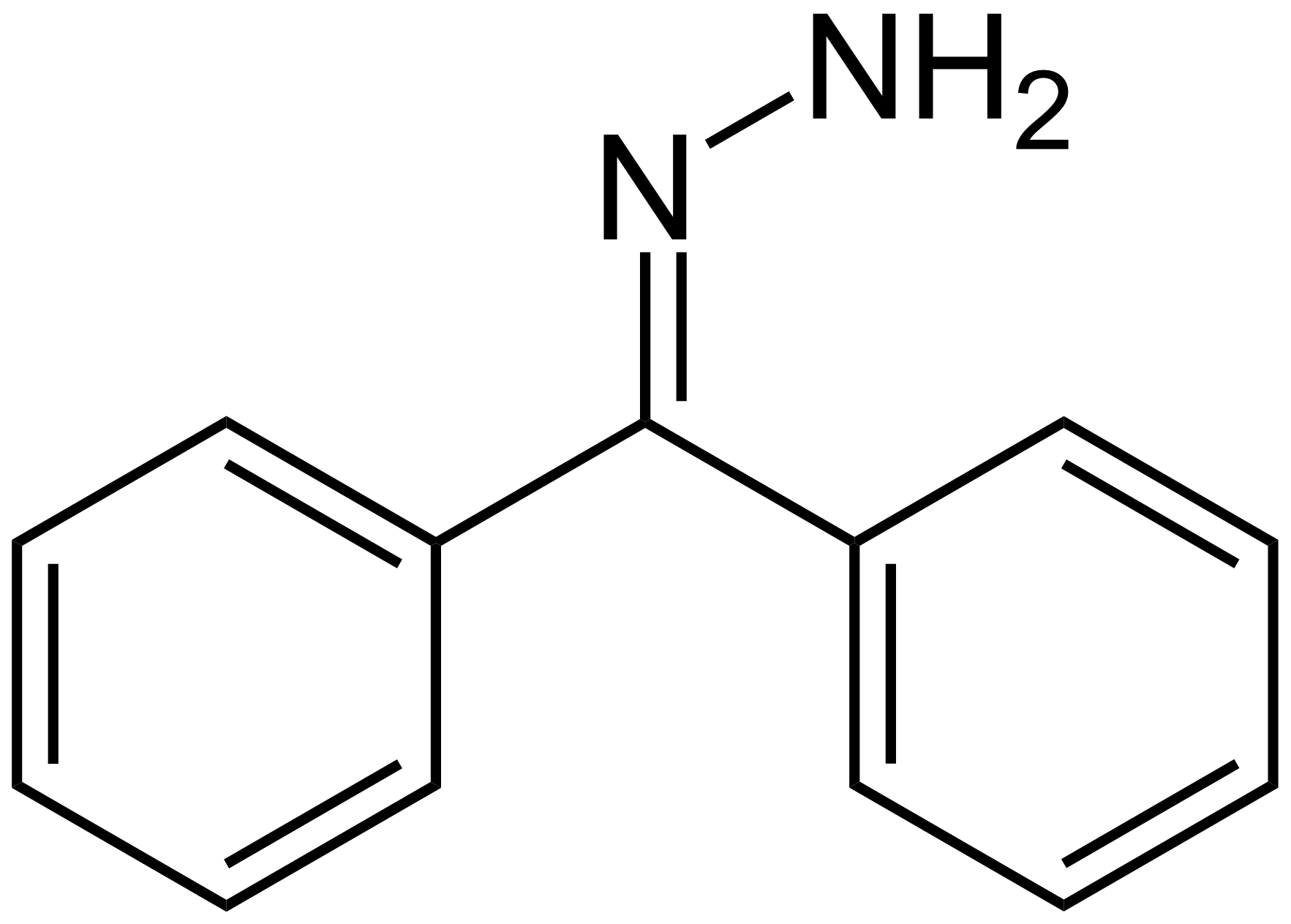
Jellemző példa hidrazonra: benzofenon-hidrazon
Karbonil-cianid-m-klór-fenil-hidrazon
Giromitrin (acetaldehid metilformil-hidrazon), toxin
Dihidralazin, vérnyomáscsökkentő hatóanyag

## Fordítás
Ez a szócikk részben vagy egészben  a   Hydrazone című angol Wikipédia-szócikk ezen változatának fordításán alapul.  Az eredeti cikk szerkesztőit annak laptörténete sorolja fel. Ez a jelzés csupán a megfogalmazás eredetét és a szerzői jogokat jelzi, nem szolgál a cikkben szereplő információk forrásmegjelöléseként.